# Stumme Thyreoiditis
Die stumme Thyreoiditis, üblich ist auch der englische Begriff silent thyroiditis, ist eine Schilddrüsenentzündung (Thyreoiditis). Frauen und Personen in Iodmangelgebieten haben ein erhöhtes Erkrankungsrisiko.
Sie wird aufgrund des histologischen Bildes auch den subakuten lymphozytären Thyreoiditiden und aufgrund des Nachweises von TPO-Antikörpern bei etwa 50 Prozent der Betroffenen auch den Autoimmunthyreoiditiden zugeordnet.

## Klinisches Bild
Klinisch ist die Erkrankung durch einen zweiphasigen Verlauf gekennzeichnet. Jede Phase dauert dabei meist nur wenige Wochen. Zunächst kommt es durch Einwanderung von Lymphozyten (Infiltration) und einer damit einhergehenden Zerstörung (Destruktion) von Schilddrüsengewebe mit Freisetzung von Schilddrüsenhormonen zu einer Schilddrüsenüberfunktion (Hyperthyreose). Dann folgt nach Verbrauch der Schilddrüsenhormone eine Phase der Schilddrüsenunterfunktion (Hypothyreose). Die Symptomatik wird durch die in der jeweiligen Phasen bestehenden Schilddrüsenfunktionsstörung bestimmt, ist im Vergleich zu anderen Schilddrüsenentzündungen, aber eher mild. Es bestehen keine Schmerzen.

## Diagnose, Therapie und Verlauf
Die Diagnose erfolgt anhand des klinischen Bilds, der Labordiagnostik (Bestimmung der Schilddrüsenhormone, der Schilddrüsenantikörper), und des Ultraschallbefundes. Bestehen Zweifel an der Diagnose, kommen zur Differentialdiagnostik eine Schilddrüsenszintigraphie sowie eine Probeentnahme durch Feinnadelaspiration mit anschließender histologischer Untersuchung infrage.
Die Erkrankung verläuft selbstlimitierend und heilt in der Regel folgenlos aus. Die Behandlung erfolgt symptomatisch. Thyreostatika werden nicht eingesetzt, da keine Überproduktion von Schilddrüsenhormonen, sondern lediglich eine vorübergehende vermehrte Ausschüttung vorliegt.

## Abgrenzung
Die stumme Thyreoiditis muss von anderen lymphozytären Thyreoiditiden mit ähnlichem Verlauf abgegrenzt werden. Dies sind insbesondere die chronische lymphozytäre Thyreoiditis (bekannter unter dem Namen Hashimoto-Thyreoiditis) und eine weitere subakute lymphozytäre Thyreoiditis, die Postpartum-Thyreoiditis. Letztere kann nach Schwangerschaften auftreten. Auch die subakute Thyreoiditis de Quervain geht typischerweise mit einer Phase der Hyperthyreose und einer Phase der Hypothyreose einher, ist aber durch Schmerzen gekennzeichnet.